# Stefan Roscovan
Ștefănel Roșcovan, conocido como Ștefan Roșcovan (Chisináu, 26 de marzo de 1999) es un cantante moldavo.

## Biografía
Roșcovan es el hijo de Angela y Cabari Roșcovan Anatol, ambos conocidos músicos de Moldavia. Él ya ha formado parte de varios musicales internacionales. Con cuatro años participó en "Stars" en Odesa, Ucrania, "Rainbow starts" en Jurmala, Letonia y "CEATA Pitigai" en Rumania. En 2006 ganó "Kaunas talent en Lituania. Un año más tarde ganó "Trnovgrad Corona" en Bulgaria, fue segundo en "Star" en Chisináu. En 2008 fue segundo en "Vitebsk-2008". En 2009 tomó un breve descanso, debido a los cambios en la voz, pero pronto se volvió. En 2010 ganó más premios: bronce en "Music for Kids" en Iasi (para las canciones "Tu esti fina vara mea", " Say Something" y "Gotto") y "oro" a dúo con Madalina Lefter, que representó a Rumanía en el Festival de Eurovisión Júnior 2008. 
En 2010 representó a Moldavia en el Festival de Eurovisión Júnior 2010, con la canción "Allibaba". La canción fue cantada en rumano e inglés. Era la primera vez que Moldavia participó en el Festival de Eurovisión Júnior. Terminó en 8.ª posición. 
Roșcovan habla rumano, ruso y francés. 
- Datos: Q2216701